# Dirka okoli jezera Činghaj
Dirka okoli jezera Činghaj (kitajsko: 环青海湖国际公路自行车赛) je cestna kolesarska dirka, ki poteka v kitajski provinci Činghaj okoli istoimenskega jezera. Dirka spada v najvišjo kategorijo (2.HC) za več-etapne dirke.

## Zmagovalci
| Leto | Zmagovalec                                          | Drugi                                               | Tretji                                              |
| ---- | --------------------------------------------------- | --------------------------------------------------- | --------------------------------------------------- |
| 2002 | Tom Danielson                                       | Glen Chadwick                                       | Xavier Tondó                                        |
| 2003 | Damiano Cunego                                      | Ghader Mizbani                                      | Žang Vanggou                                        |
| 2004 | Ryan Cox                                            | Ghader Mizbani                                      | Jeff Louder                                         |
| 2005 | Martin Mareš                                        | Kairat Baigudinov                                   | Valerio Agnoli                                      |
| 2006 | Maarten Tjallingii                                  | Hossein Askari                                      | Nacor Burgos                                        |
| 2007 | Gabriele Missaglia                                  | Daniel Lloyd                                        | Francisco Mancebo                                   |
| 2008 | Tyler Hamilton                                      | Marek Rutkiewicz                                    | Hossein Askari                                      |
| 2009 | Andrej Mizurov                                      | Ghader Mizbani                                      | Mitja Mahorič                                       |
| 2010 | Hossein Askari                                      | Radoslav Rogina                                     | Kiel Reijnen                                        |
| 2011 | Gregor Gazvoda                                      | Dimitrij Gruzdev                                    | Mateusz Taciak                                      |
| 2012 | Hossein Alizadeh                                    | Cameron Wurf                                        | Giovanny Baez                                       |
| 2013 | Mirsamad Pourseyedi                                 | Jevgenij Nepomnjašči                                | Daniil Fominič                                      |
| 2014 | Mihajlo Kononenko                                   | Thomas Vaubourzeix                                  | Oleksandr Polivoda                                  |
| 2015 | Radoslav Rogina                                     | Hossein Alizadeh                                    | Francisco Colorado                                  |
| 2016 | Sergij Lahkuti                                      | Matej Mugerli                                       | Vitalij Buc                                         |
| 2017 | Jonathan Monsalve                                   | Mauricio Ortega                                     | Björn Thurau                                        |
| 2018 | Hernán Aguirre                                      | Hernando Bohórquez                                  | Radoslav Rogina                                     |
| 2019 | Robinson Chalapud                                   | Óscar Sevilla                                       | Benjamin Dyball                                     |
| 2020 | odpoved zaradi Pandemije koronavirusne bolezni 2019 | odpoved zaradi Pandemije koronavirusne bolezni 2019 | odpoved zaradi Pandemije koronavirusne bolezni 2019 |
| 2021 | Žišan Žang                                          | Peng Šin                                            | Hu Tiantian                                         |
| 2022 | Liu Džiankun                                        | Žang Žišan                                          | Šen Jutao                                           |
| 2023 | Henok Mulubrhan                                     | Eric Fagundez                                       | Davide Baldaccini                                   |
| 2024 | Jefferson Alveiro Cepeda                            | Guillermo Thomas Silva                              | Manuele Tarozzi                                     |
| 2025 | Henok Mulubrhan                                     | Guillermo Thomas Silva                              | Harold Martín López                                 |